# Геолог (зупинний пункт)
Геолог (біл. Геолаг) — пасажирський залізничний зупинний пункт Гомельського відділення Білоруської залізниці на неелектрифікованій лінії Гомель — Калинковичі між зупинним пунктом Ритм (2,4 ) та станцією Ліски (1,6 км). Розташований за 1,9 км на південний схід від села Ліски Речицького району Гомельської області.

## Пасажирське сполучення
На зупинному пункті Геолог зупиняються поїзди регіональних ліній економкласу сполученням:
- Гомель — Калинковичі;
- Гомель — Хойники.